# Cantone dei cavalieri della Steigerwald

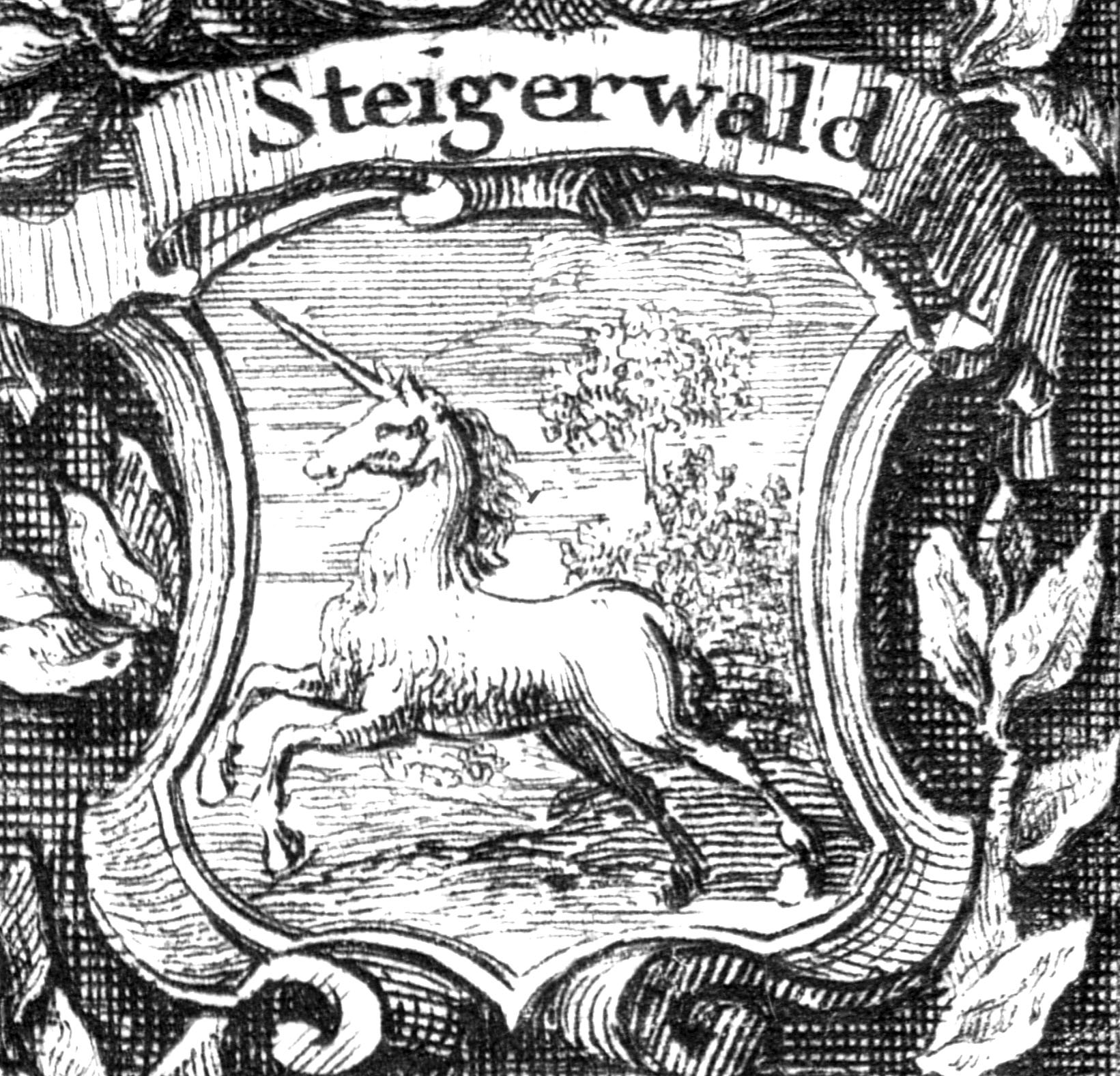
Stemma del cantone dei cavalieri della Steigerwald nel Codex diplomaticus equestris cum continuatione del 1721

Il cantone dei cavalieri della Steigerwald (tedesco: Ritterkanton Steigerwald) fu un circolo di cavalieri del Sacro Romano Impero appartenente al Circolo dei cavalieri della Franconia.

## Confini
L'area del cantone di Steigerwald si estendeva lungo la Steigerwald e in zone limitrofe della Franconia.

## Storia
Il cantone dei cavalieri di Steigerwald venne creato a partire dal XVI secolo in Germania, in Franconia. Esso aveva sede nella città di Bamberga, poi ad Erlangen, dove si trovava la Ritterhaus dal 1747 ed infine, dopo una parentesi a Kitzingen dal 1771-1781, di nuovo ad Erlangen e dal 1799 a Norimberga.
Il circolo venne chiuso col crollo del Sacro Romano Impero, il 16 agosto 1806 con la mediatizzazione degli stati principeschi e la soppressione infine dei circoli cavallereschi che fin dalla fine del XVIII secolo stavano subendo le annessioni forzate specie da parte della Prussia sovrana dei margraviati di Bayreuth e Ansbach.

## Cavalieri imperiali del cantone della Steigerwald
- Berg 1529
- Bernheim 1529
- Baroni von Bibra auf Schwebheim und Obereurheim
- Crailsheim 1529
- Dettelbach 1529
- Dobeneck 1529
- Egloffstein 1529
- Ehenheim 1529
- Frankenstein 1529
- Fuchs 1529
- Giech 1529
- Gnottstadt 1529
- Haller von Hallerstein
- Heinach 1529
- Heßberg (baroni) 1529
- Hutten 1529
- Baroni von Künsperg zu Nagel auf Schernau
- Lamprecht 1529
- Laufenholz 1529
- Lochinger 1529
- Lochner
- Löffelholz von Kolberg
- Baroni von Mauchenheim genannt Bechtolsheim auf Mainsondheim
- Milz 1529
- Neustetter 1529
- Baroni von Pölnitz auf Aschbach
- Randersacker
- Rösch 1529
- Rusenbach 1529
- Schaumberg 1529
- Baroni von Seckendorff auf Sugenheim und auf Mühlhausen (dal 1529)
- Seinsheim 1529
- Stiebar 1529
- Theler 1529
- Thüngfeld 1529
- Truchseß 1529
- Vestenberg 1529
- Waldenfels 1529
- Wenckheim 1529
- Wiesenthau 1529
- Winkler von Mohrenfels
- Wolf von Wolfsthal
- Zindt 1529
- Zollner von Halberg 1529